# 絶対迷宮グリム 〜七つの鍵と楽園の乙女〜
『絶対迷宮グリム 〜七つの鍵と楽園の乙女〜』（ぜったいめいきゅうグリム ななつのかぎとらくえんのおとめ）は、2010年4月28日に花梨エンターテイメントからPlayStation Portable用に発売された恋愛アドベンチャーゲーム。固有のジャンル名はメルヘンゴシックAVG。乙女ゲームにも該当する。豪華版には、特典として描き下ろしパッケージ、ドラマCD「癒しの森のグリム」、限定冊子「グリム兄弟の秘密日記」が同梱されている。
2011年7月22日に、PCゲーム用（Windows対応ソフト）にシナリオやCGを追加したディレクターズカット版『絶対迷宮グリム・ディレクターズカット版 〜七つの鍵と楽園の乙女〜』、2013年7月25日にはPSP廉価版が発売された（あくまで内容はPSP版で、ディレクターズカットの追加要素等は入っていない）。

## ストーリー
おとぎ話が大好きで、ちょっぴりドジな少女、ヘンリエッタ。

彼女は従兄弟であるグリム３兄弟と、ハーナウの村で平穏な生活を送っていた。
しかしある日―――

森に迷い込んだ夢を見たヘンリエッタが目を覚ますと、村はすっかり寂れており、彼女とグリム兄弟の末っ子・ルートヴィッヒ以外、誰もいなくなっていた。

残された頼りは、ルートヴィッヒの胸に掲げられた鍵だけ。それを手に、２人はグリム兄弟を捜す旅に出る。 
行く先々で出会う、不思議な鍵を掲げた“ハーメルン”、“赤ずきん”、“ラプンツェル”などのグリム童話の登場人物たち。

冒険の果てにヘンリエッタたちを待ち受ける運命は―――

## 登場キャラクター
ヘンリエッタ・グリム（名前変更・音声ON/OFF可能）
声 - 伊瀬茉莉也
本作の主人公。実の両親を亡くしており、従兄弟のグリム三兄弟と家族同然に暮らしていた。
性格は明るく前向きで、おっちょこちょい。正義感が強くお転婆で、相手の身分や姿に拘らずに接することができる。
兄から貰った魔法書から召喚獣を呼び出せるが、レベルが低い為なかなか上手くいかない。
ルートヴィッヒ・グリム
声 - 水島大宙
ヘンリエッタの従兄弟かつ幼馴染でグリム３兄弟の三男。面倒見が良く心配性だが、一度決めたら決して折れない意志の強さを持つ。礼儀正しく年上や女性には敬語で話す。
絵を描くのが趣味で、キャンバスに描いたものを一定時間だが具現化する力を持つ。
無鉄砲なヘンリエッタには何かと振り回されがちだが、彼女の事は非常に大切にしており、どんな時も彼女を守ろうとする。
ハーメルン
声 - 寺島拓篤
旅の途中で出会った笛吹きで裏社会にも通じている情報屋。笛の音で人や動物を操る事ができる。
美しい青年だが、性格は嘘つき、適当、いい加減の三拍子で金にがめつい。飄々としていて掴みどころがなく、あまり自分の事を話そうとしない。一方で周囲をよく見ており、フォローに回ったり釘を刺す一面も。
赤ずきん
声 - 柿原徹也
本名「カーロッツ・シャルン」。祖母が作ってくれた赤いずきんを愛用している。
一見愛らしい少年だが、気質が荒く、感情が豊かな元気っ子。戦闘時にはメリケンサックを使用。優れた嗅覚と腕力をもち、岩石を鉄拳で砕く力を持つ。家族や村人を狼に殺されているため、狼に対しては激しい憎悪の感情を抱いている。
ラプンツェル
声 - 阿澄佳奈
魔女の塔に閉じこめられていたところをヘンリエッタたちに助けられた少女。美しい金色の髪が特徴。
一行と出会う前まではゲームやDVD三昧の生活をしていた事もあり、二次元と現実を混同した言動が多いオタク気質。
回復系の魔法を得意としているが、光系の攻撃魔法も扱える。
蛙の王子
声 - 岸尾だいすけ
本名「フロッシュケーニヒ・フォン・メーヒェン」。
本来は美しい青年だが、魔王の呪いにより蛙に姿を変えられてしまった王子。キスで一定時間のみ元の姿に戻る事ができる。
女性に優しいフェミニストで、蛙の姿でも言動は紳士的で毅然としている。自分を真っ先に受け入れてくれたヘンリエッタを親愛の意を込めて「フロイライン」と呼ぶ。
いばら姫
声 - 水原薫
本名「ローゼン・フォン・リューネ」。
いばらの王子
声 - 諏訪部順一
本名「ドルン・フォン・リューネ」。
ヤーコプ・グリム
声 - 成田剣

ヴィルヘルム・グリム
声 - 平川大輔

夢魔
声 - 藤原祐規

ヘレ / 狼 / 狐
声 - 吉岡麻耶 / 横田紘一 / 藤原祐規

ヴァンデラー

ウーデン

ブルンヒルド

ヘンゼル

グレーテル

スカル船長

ブレーメンの音楽隊

ヤギオ

ドロム

チューマ

ハインリヒ

シンデレラ

白雪姫

モーナット

## スタッフ
- 制作 - 花梨エンターテイメント
- プロデューサー - 風之宮そのえ
- ディレクター - 瀬戸トミコ
- シナリオ - 菜摘かんな、瀬戸トミコ、小和泉いづみ
- キャラクターデザイン・原画 - キリ
- 音楽 - 神谷勇、IRUMA RIOKA（PC版）

## 主題歌

### PSP版
オープニングテーマ「秘密の森の舞踏会」
作詞・作曲・歌 - 浮森かや子 / 編曲 - 神谷勇
エンディングテーマ「やさしい月のおとぎばなし」
作詞・作曲・歌 - 浮森かや子 / 編曲 - 神谷勇

### PC版
オープニングテーマ「星の銀貨あつめて」
作詞 - 菜摘かんな / 作曲 - IRUMA RIOKA / 歌 - 浮森かや子
グランドエンディングテーマ「雪降る夜の物語」
作詞・作曲・歌 - IRUMA RIOKA

## 関連商品

### 音楽CD
- 絶対迷宮グリム 〜七つの鍵と楽園の乙女〜 サウンドトラック「森の演奏会」（2010年4月28日発売・以下、音楽CDの製作は全て花梨エンターテイメント）
- 絶対迷宮グリム 〜七つの鍵と楽園の乙女〜 キャラクターコンセプトCD Vol.1 - Vol.11
  1. 「野イチゴを摘むあかずきん 〜ようこそグリム迷宮一座へ〜」 / あかずきん（柿原徹也）（2010年7月16日発売）
  2. 「悪魔の笛吹きハーメルン」 / ハーメルン（寺島拓篤）（2010年7月16日発売）
  3. 「星を数えるラプンツェル」 / ラプンツェル（阿澄佳奈）（2010年7月30日発売）
  4. 「おとぎの絵描きルートヴィッヒ」 / ルートヴィッヒ・グリム（水島大宙）（2010年7月30日発売）
  5. 「迷子の森のヘンリエッタ」 / ヘンリエッタ・グリム（伊瀬茉莉也）（2010年8月13日発売）
  6. 「悪魔の道化師♪夢魔」 /  夢魔（藤原祐規）（2010年8月13日発売）
  7. 「LOVE☆いばら道 〜いばら姫〜」 / いばら姫（水原薫）（2010年8月27日発売）
  8. 「誰も私を☆起こさないで 〜いばらの王子〜」 / いばらの王子（諏訪部順一）（2010年8月27日発売）
  9. 「みにくい蛙の王子さま 〜フロッギー・ショウ〜」 / 蛙の王子（岸尾だいすけ）（2010年9月10日発売）
  10. 「グリム王国の王女さま 〜ヴィルヘルム・グリム〜」 / ヴィルヘルム・グリム（平川大輔）（2010年9月10日発売）
  11. 「迷宮一座・ユメノ終末 グラン・フィナーレ 〜ヤーコプ・グリム〜」 / ヤーコプ・グリム（成田剣）（2010年9月10日発売）
- 絶対迷宮グリム 〜七つの鍵と楽園の乙女〜 ディレクターズカット版 マキシシングルCD「星の銀貨あつめて」（2011年8月26日発売）

### ドラマCD
- バラエティドラマCD 絶対迷宮グリム 〜七つの鍵と楽園の乙女〜 Vol.1 - Vol.2
  1. 〜森に隠れた月の館〜（2010年12月29日発売・ドラマCDの製作はジェネオン・ユニバーサル）
  2. 〜危険な魔法の毒林檎!?〜（2010年12月29日発売）

### 書籍
- 絶対迷宮グリム 〜七つの鍵と楽園の乙女〜 公式ビジュアルファンブック（エンターブレイン発行、2010年7月1日発売）